# 輔仁聖博敏神學院
輔仁聖博敏神學院（英語：Fu Jen Faculty of Theology of St. Robert Bellarmine），簡稱輔神、輔仁神學院或聖博敏神學院，是臺灣唯一的天主教神學院，也是目前聖座唯一認可的華語神學院，屬於天主教法典規範的「教會大學及學院」，位於新北市新莊區、輔仁大學校園旁，由耶穌會中華省會經營。其前身為1929年在中華民國上海市創立的聖羅柏‧白敏神學院，遷往臺灣後曾附屬於輔仁大學之下，稱為天主教輔仁大學附設神學院；2011年起成為獨立學校，隔年更為現名，仍維持「輔仁」之冠名。

## 沿革

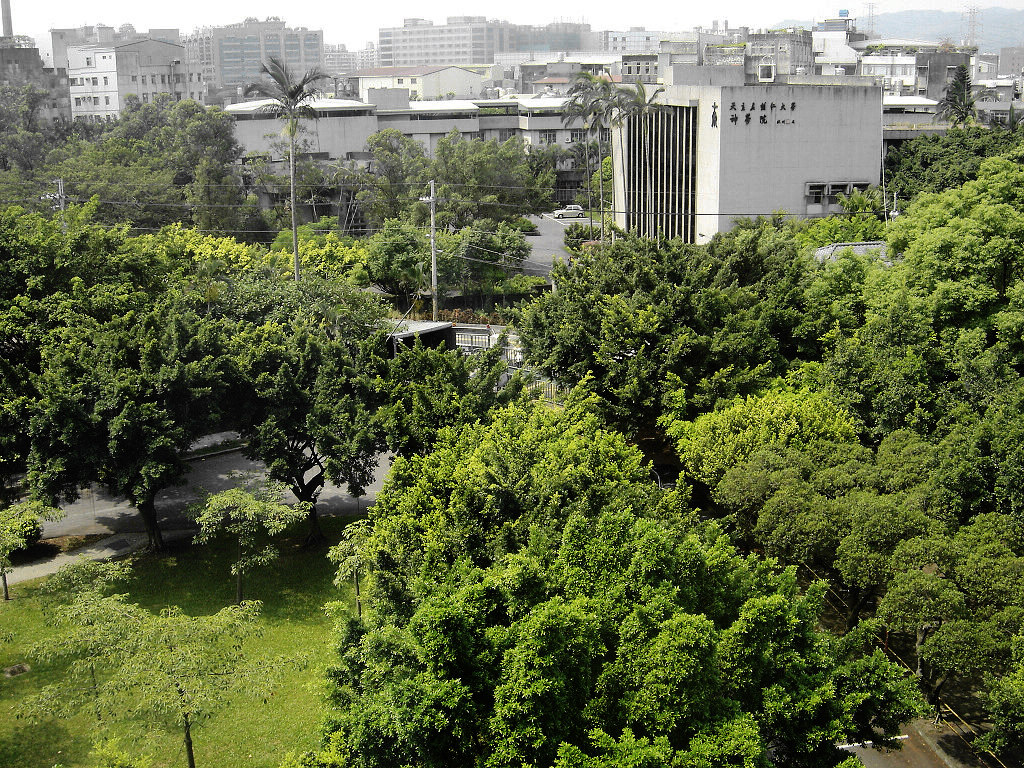
從輔大遠眺聖博敏神學院

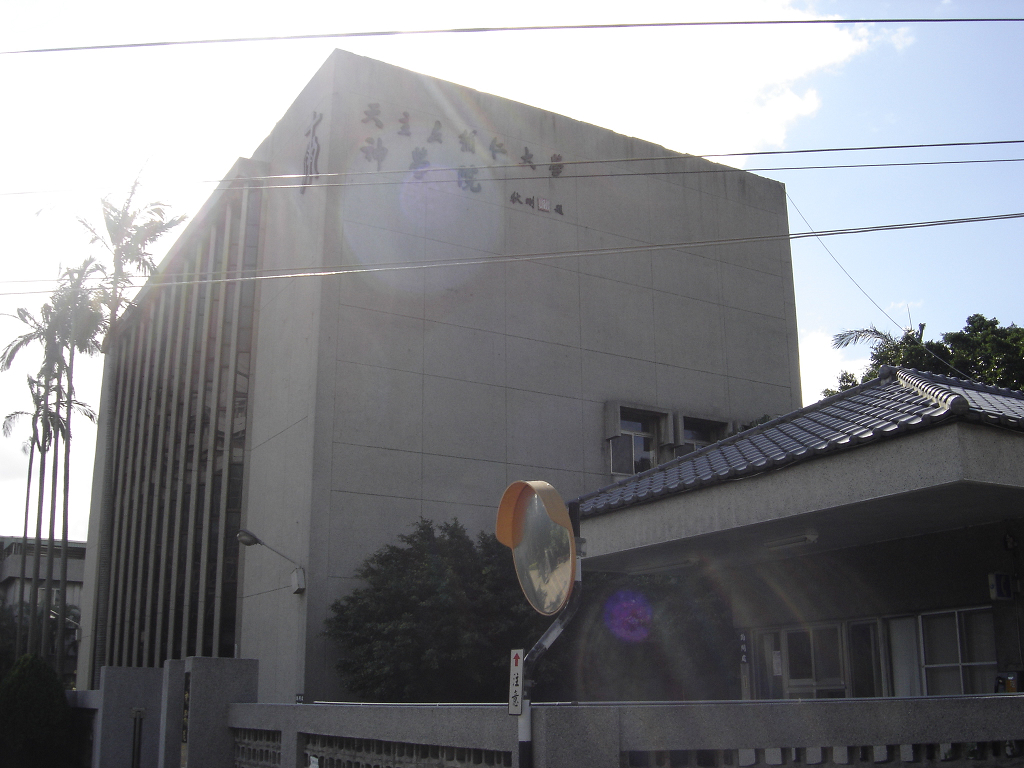
聖博敏神學院主樓

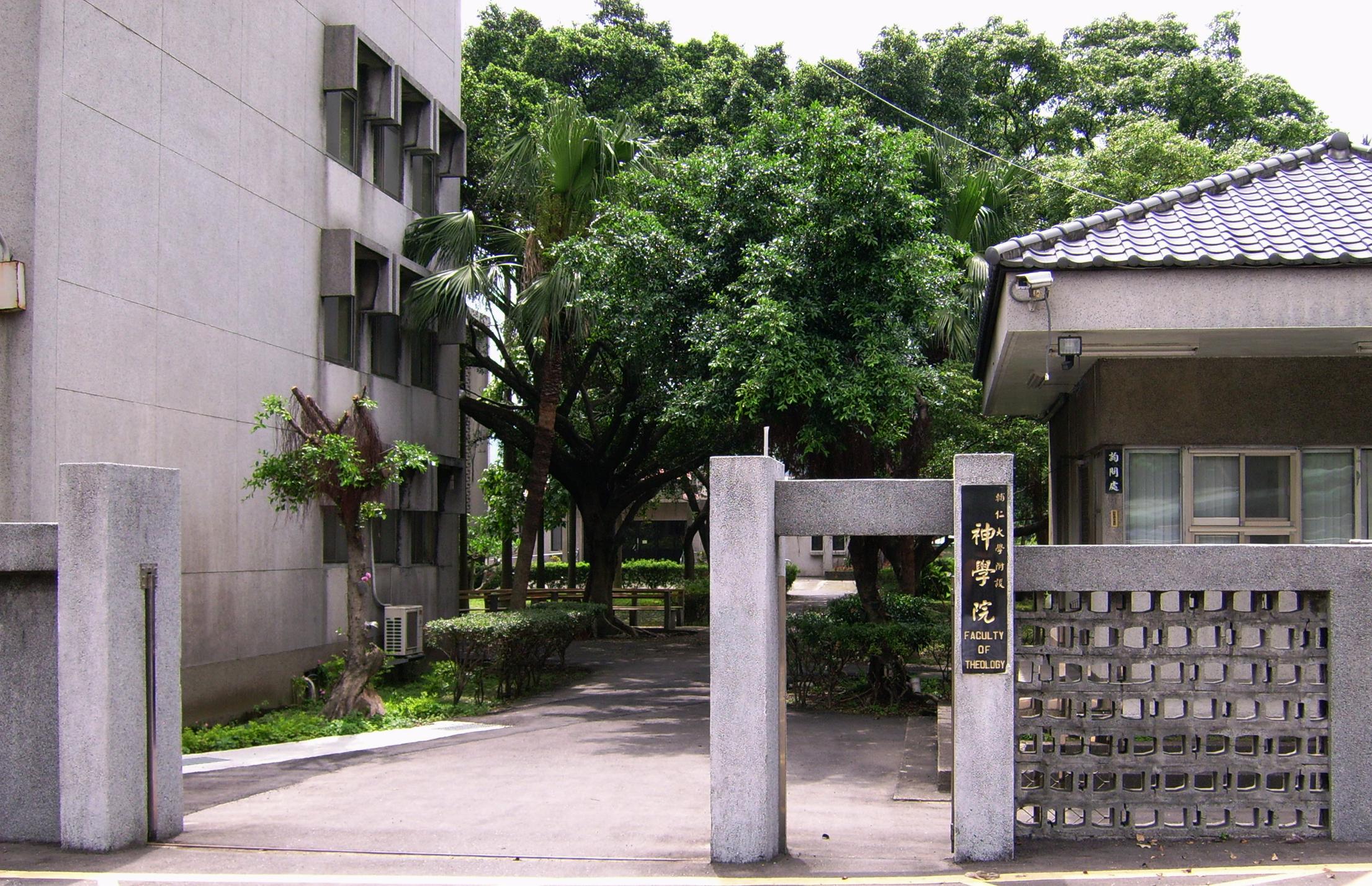
聖博敏神學院門口

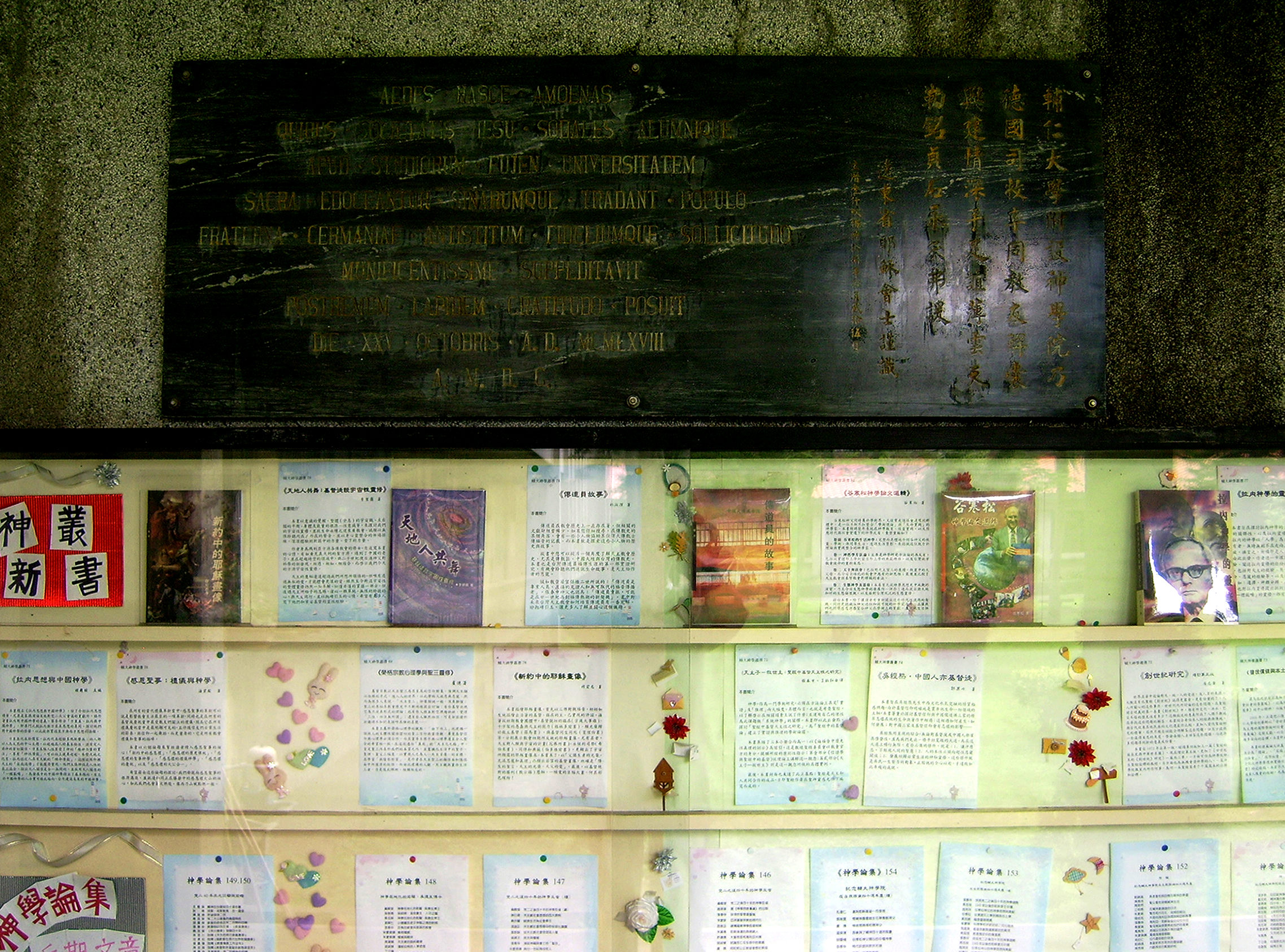
聖博敏神學院圖書館外

- 1929年：耶穌會中華省會於中華民國上海市徐家匯創辦聖羅伯‧白敏神學院，簡稱徐匯神學院。其校名乃紀念16世紀的義大利神學家聖羅伯·伯敏（San Roberto Bellarmino, S.J.）。
- 1930年：奉宗座大學學業聖部認可，得授與神學學士及碩士學位。
- 1952年：遷往菲律賓碧瑤市。在上海及菲律賓時期，專為培植耶穌會傳教士而設立。
- 1967年：由菲律賓遷至臺灣臺北縣新莊鎮（今新北市新莊區）之現址。
  - 12月8日，耶穌會與輔仁大學簽約，正式將該神學院附屬於輔仁大學，並奉准得收納各教區修生、各修會男女會士及優秀教友，協助培植後繼人才。
  - 校名改為天主教輔仁大學附設神學院，簡稱輔大神學院，名義上附屬於輔仁大學，校務則仍由耶穌會主持。
  - 附屬圖書館全名「中華耶穌會神哲學院圖書館」，借書證與輔仁大學本部互不相通，書目資料系統則有相通。
- 1985年：奉准開設博士班。
- 1991年2月28日：現行章程得到教廷教育部（英语：Congregation for Catholic Education）的批准。
- 2011年：從輔仁大學分離，成為直屬於教廷教育部管轄的神學院。輔仁大學則同時開設科系等級的「天主教研修學士學位學程」[3][4][5]。
- 2012年8月1日：以創校時的校名更名為輔仁聖博敏神學院。

## 學術單位
- 大學部
  - 教義系（分成牧靈組、福傳組。牧靈組可於一年級下學期時，申請進入教義組，其課程、學分安排比照神學系。）
    - 教義學學士（Baccalaureate in Religious Sciences, R.S.B.）

  - 神學系
    - 神學學士（Baccalaureate in Sacred Theology, S.T.B.）
- 研究所
  - 教義系研究所
    - 教義學碩士（Licentiate in Religious Sciences, R.S.L.）

  - 神學系研究所
    - 神學碩士（Licentiate in Sacred Theology, S.T.L.）
    - 神學博士（Doctorate in Sacred Theology, S.T.D.）
- 研究中心
  - 生命倫理研究中心
  - 禮儀研究中心
  - 原住民神學研究中心
  - 福傳研究中心

## 知名校友
- 單國璽樞機：天主教高雄教區榮休主教、天主教花蓮教區前主教、輔仁大學董事長（菲律賓碧瑤時期校友）
- 孫效智：國立臺灣大學哲學系教授
- 瓦歷斯·貝林：立法委員、行政院原住民族委員會主任委員
- 蒲英雄：天主教嘉義教區主教

## 外部連結
- 官方网站
- 輔仁聖博敏神學院的Facebook專頁粉絲
- YouTube上的輔仁聖博敏神學院頻道